# Хангишиев, Мужаедин Абдурашидович
Мужаедин Абдурашидович Хангиши́ев (1905—1971) — авиаконструктор, изобретатель.

## Биография
Родился в 1905 году в селе Костек (ныне Хасавюртовский район, Дагестан) в крестьянской семье. По национальности — кумык.
Окончил среднюю школу в родном селе. 
В 1935 году его приглашают учиться в ВВИА имени Н. Е. Жуковского, которую он окончил с отличием. Доктор технических наук.

## Награды и премии
- Сталинская премия III степени (10 апреля 1942) — за изобретение системы защиты самолёта от пожара